# Serge de Beaurecueil
Pour la commune, voir Beaurecueil.
Serge de Beaurecueil (28 août 1917 – 2 mars 2005) est un dominicain français, islamologue, spécialiste du soufisme, et en particulier de Khawâdjâ Abdallâh Ansârî. 

## Biographie
Entré chez les Dominicains en 1935, Serge Emmanuel de Laugier de Beaurecueil fait ses études au Saulchoir, sous la direction du P. Marie-Dominique Chenu.
Ordonné prêtre en 1943, il est en 1946 l'un des trois membres fondateurs de l'Institut dominicain d'études orientales (IDEO) du Caire. Il commence ses recherches sur la mystique musulmane et devient le spécialiste de Khawâdjâ Abdallâh Ansârî, mystique persan du XIe siècle. 
En 1963, il se voit confier une chaire d'histoire de la mystique musulmane à l'université de Kaboul. Il s’installe pendant 20 ans en Afghanistan où il se consacre également aux nombreux orphelins et enfants des rues de Kaboul. En 1983, l’invasion soviétique le contraint à quitter le pays.

#### Ouvrages sur Ansârî
- Commentaire du Livre des étapes, (Les étapes des itinérants vers Dieu), IFAO 1954
- Livre des étapes, édition critique, 1962.
- Khwâdja 'Abdullāh Ansārī (396-481/1006-1089), mystique hanbalite, Beyrouth, 1965.
- Abdallâh Ansârî, Chemin de Dieu. Trois traités spirituels (Les cent terrains - Les étapes des itinérants vers Dieu - Les déficiences des demeures), traduits du persan et de l'arabe, présentés et annotés par Serge de Beaurecueil, Arles, Sinbad / Actes Sud, 1997.
- Abdallâh Ansârî, Cris du Cœurr (Munâjât, trad. du persan, prés. et annot. par Serge de Beaurecueil, préf. de Mohammad Ali Amir-Moezzi, Paris, Éditions du Cerf, coll. « Patrimoines Islam », 2010.

#### Ouvrages sur l'Afghanistan
- Nous avons partagé le pain et le sel, Éditions du Cerf, 1965.
- Prêtre des non-chrétiens, Éditions du Cerf, 1968.
- Mes enfants de Kaboul, Éditions J.-C. Lattès, 1983.
- Un chrétien en Afghanistan, Éditions du Cerf, 2001.
- Je crois en l'Étoile du matin, Éditions du Cerf, 2005.

### Études sur S. de Beaurecueil
- Jean-Jacques Pérennès, Passion Kaboul. Le père Serge de Beaurecueil, Éditions du Cerf, 2014.
- Jean Jacques Pérennès, « Beaurecueil Serge de », sur journals.openedition.org, Dictionnaire biographique des frères prêcheurs (consulté le 22 février 2023)
- Guy Monnot, « Serge de Beaurecueil (1917-2005) », in Journal asiatique, tome 293, n° 2, 2005, p. 387-391 (ISSN 0021-762X).